# Состязание в убийстве ста человек мечом
Состязание в убийстве 100 человек мечом  (яп. 百人斬り競争 хякунин-гири кё:со:) — эпизод японского вторжения в Китай: два офицера императорской армии поспорили, кто из них сумеет скорее убить сто человек мечом. Оба офицера были позже казнены за военные преступления. Позже неоднократно поднимался вопрос реальности данного события, зачастую этим занимаются японские националисты и историки-ревизионисты, пытающиеся отрицать Нанкинскую резню.
Состязание широко освещалось в японской прессе, положительно отозвавшейся на «героические» убийства китайцев на скорость. В 1970-х годах данный случай вызвал горячие споры по поводу японских военных преступлений и конкретно Нанкинской резни.
Хотя в газетах утверждалось, что офицеры вступали в рукопашную схватку со своими жертвами, историки предполагают, что скорее всего, как и в других эпизодах массовых убийств, жертвы были безоружными пленными.

## Описания военного времени
В 1937 году японские газеты (позже эти газеты объединились) «Осака Майнити симбун» и «Токио нити-нити симбун» посвятили четыре статьи с 30 ноября по 13 декабря соревнованию офицеров Тосиаки Мукаи (яп. 向井敏明) и Цуёси Ноды (яп. 野田毅 нода цуёси). «Дуэль» происходила по пути в Нанкин, непосредственно перед Нанкинской резнёй.
И Мукаи, и Нода, судя по всему, превысили требуемое количество жертв, из-за чего победителя установить не удалось. Журналисты «Токио нити-нити симбун» Кадзуо Асами и Дзиро Судзуки в номере от 13 декабря сообщили, что офицеры решили устроить ещё одно состязание, целью на этот раз стало 150 убийств. Материал вышел под заголовком «Потрясающий рекорд в обезглавливании ста человек — Мукаи 106, Нода 105 — оба вторых лейтенанта начинают дополнительный раунд».
Историки и участники сражений отмечали, что такое количество побед в рукопашных схватках маловероятно, Нода в речи, произнесённой по возвращении в родной город, признавал:

На самом деле в схватках я убил не более четырёх или пяти человек… Мы становились перед захваченным нами окопом и звали их: «Ни, лай-лай» (ты, иди сюда!), и глупые китайцы все разом начинали бежать к нам. После этого мы выстраивали их в шеренгу и убивали, с одного конца до другого. Меня хвалили за то, что я убил сотню человек, но честно говоря почти все они были убиты вот так. У нас двоих было соревнование, но когда меня спрашивали, трудно ли это было, я всегда отвечал, что нет…— Honda, 1999, pp. 125–127

## Суд и казнь
После войны материалы о соревновании попали к трибуналу для Дальнего Востока, и вскоре обоих офицеров экстрадировали в Китай, где их судил нанкинский трибунал. Оба были признаны виновными в жестоких убийствах и преступлениях, совершённых во время битвы за Нанкин, и казнены 28 января 1948 года в Нанкине.

## Послевоенные сведения
В Японии соревнование было позабыто, и в 1967 году, когда Томио Хора, профессор-историк из университета Васэда, опубликовал 118-страничный документ о Нанкинской резне, пресса проигнорировала его. Лишь в 1971 году широкая общественность начала обсуждать данный вопрос после публикации в «Асахи симбун» серии статей о резне журналиста Кацуити Хонды; основное внимание в статьях уделялось интервью с китайцами, пережившими оккупацию и массовые убийства.
Статьи вызвали вспышку споров и обсуждений, причём достоверность проведения соревнования Мукаи и Ноды обсуждалась особенно долго. В следующие годы несколько авторов обсуждали, была ли в действительности Нанкинская резня, причём отрицающие резню отрицали также проведение соревнования, и наоборот.
Позднее Хонда занимался вопросом влияния соревнования на войска. К примеру, ветеран Синтаро Уно в автобиографии описывал, как обезглавливание девяти пленных подряд погнуло его меч, сравнивая собственный опыт со впечатлениями Мукаи и Ноды. Несмотря на то, что в молодости Уно верил в рассказы о ста поединках, после получения личного опыта сражений он пришёл к выводу, что скорее всего убийства представляли собой казни.

Оригинальный текст (англ.)Whatever you say, it’s silly to argue about whether it happened this way or that way when the situation is clear. There were hundreds and thousands of [soldiers like Mukai and Noda], including me, during those fifty years of war between Japan and China. At any rate, it was nothing more than a commonplace occurrence during the so-called Chinese Disturbance.
Что бы ни говорили, глупо спорить, как именно это произошло. За 50 лет войны солдат вроде Мукаи и Ноды были сотни и тысячи, включая меня самого. В любом случае это обычный эпизод в так называемом китайском инциденте.
— Katsuichi Honda, Frank Gibney. The Nanjing massacre: a Japanese journalist confronts Japan’s national shame. 1999, page 128—132
В 2000 году Боб Вакабаяси назвал соревнование подделкой, но указал, что вызванные им споры увеличили информированность японцев о резне и о том, что японская нация выступила агрессором, несмотря на попытки ревизионистов скрыть это. Джошуа Фогель утверждал, что принять сведения из газет за чистую монету «не может ни один нейтральный историк».
В Китае материалы о соревновании включены в экспозицию на Мемориале, посвящённом Нанкинской резне. Один из мечей, предположительно использовавшийся офицерами, выставлен в Музее китайских вооружённых сил в Тайбэе.

## Иск
В апреле 2003 года семьи Тосиаки Мукаи и Цуёси Ноды подали иск о защите чести и достоинства против Кацуити Хонды, «Асахи симбун» и «Майнити симбун», требуя 36 миллионов иен компенсации. 23 августа 2005 года судья окружного суда Токио Акио Дои отклонил иск, заявив, что «соревнование действительно имело место и не является выдумкой СМИ». Судья также сказал, что, хотя газетные статьи содержали «ложные детали», офицеры признавали участие в соревновании на убийство 100 человек, и «трудно утверждать, что это вымысел».